# Tĩnh mạch tim lớn
Tĩnh mạch tim lớn (hay tĩnh mạch vành trái, tiếng Anh: great cardiac vein) bắt đầu từ đỉnh tim và đi dọc theo rãnh liên thất trước đến đáy tâm thất.
Sau đó, nó uốn quanh mép trái của tim để đến mặt sau. Nó hợp nhất với tĩnh mạch chếch của tâm nhĩ trái để tạo thành xoang vành, tống máu vào tâm nhĩ phải.
Tại điểm nối giữa tĩnh mạch tim lớn và xoang vành thường có một cái van. Đó là van Vieussens của xoang vành.
Tĩnh mạch nhận máu từ tâm nhĩ trái và hai tâm thất, một trong số đó là tĩnh mạch mép trái có kích thước đáng kể, đi dọc theo mép trái của tim.